# Carl Wagener (Philologe)
Carl Eduard Wagener (* 31. Januar 1842 in Halberstadt; † 5. April 1920 in Bremen) war ein deutscher Klassischer Philologe und Gymnasiallehrer, der von 1874 bis 1913 an der gymnasialen Abteilung der Bremer Hauptschule beziehungsweise (ab 1905) am Alten Gymnasium unterrichtete. In Fachkreisen ist er besonders als Bearbeiter der Lateinischen Formenlehre von Christian Friedrich Neue („Neue-Wagener“) bekannt.

## Leben
Carl Wagener, der Sohn eines Rentners, besuchte die Bürgerschule und das Domgymnasium in Halberstadt, wo ihn besonders Arnold Passow beeinflusste. Auf Passows Anregung hin entschloss sich Wagener zum Studium der Klassischen Philologie. Nach der Reifeprüfung ging er zunächst als Reisebegleiter nach Oberitalien und studierte ab 1862 Klassische Philologie und Germanistik an den Universitäten zu Leipzig, Bonn und Berlin und absolvierte 1867 die Lehramtsprüfung in den Fächern Latein, Griechisch und Deutsch.
Ab Ostern 1867 unterrichtete Wagener in Bremen, zunächst als Hauslehrer, ab 1868 als Hilfslehrer an der Hauptschule. Eineinhalb Jahre später wechselte er an das Gymnasium Georgianum, das seit 1868 unter der Leitung seines ehemaligen Lehrers Passow stand. Während dieser Zeit legte Wagener an der Universität Jena 1870 eine Dissertation vor und wurde zum Dr. phil. promoviert. Seine Doktorarbeit über den Lokativ im Lateinischen widmete er Passow, der noch im selben Jahr starb.
Zu Michaelis 1871 verließ Wagener Lingen und nahm eine Festanstellung als ordentlicher Lehrer an der Hauptschule in Bremen an. Er unterrichtete erst an der Vorschule und ab Ostern 1874 am Gymnasium, das zu Ostern 1905 als Altes Gymnasium ausgegliedert wurde. Am 31. März 1913 trat Wagener in den Ruhestand. Er war seit 1870 mit Meta geb. Köhler verheiratet, der Tochter eines Bremer Bankbeamten. Das Paar bekam sechs Kinder, von denen eines jung starb.
Wagener beschäftigte sich sein Leben lang mit der Grammatik der lateinischen Sprache mit den Schwerpunkten Flexion, Syntax und Orthographie. Neben Spezialstudien verfasste er Lehrbücher für den Schul- und Universitätsunterricht. Seine bedeutendste Leistung in diesem Bereich ist die Neubearbeitung der Formenlehre der lateinischen Sprache von Christian Friedrich Neue, die Wagener für die 3. Auflage (1892–1905) gänzlich überarbeitete.
Aus Wageners Studien zur lateinischen Grammatik gingen textkritische Editionen von lateinischen Autoren der Spätantike hervor, nämlich der Historiker Eutropius (Breviarium ab urbe condita) und Rufus Festus. Über seine eigentlichen Forschungsschwerpunkte verfolgte Wagener auch andere Bereich seines Fachs und verfasste Rezensionen und Literaturberichte. Von 1881 bis 1908 gab er zusammen mit seinem Bremer Kollegen Ernst Ludwig (1845–1912) die Philologische Rundschau (ab 1886: Neue Philologische Rundschau) heraus, in der wöchentlich bzw. alle zwei Wochen Anzeigen und Rezensionen zu fachwissenschaftlichen und pädagogischen Publikationen der altertumskundlichen Fächer erschienen.

## Schriften (Auswahl)
- De locativi Latini usu. Jena 1870 (Dissertation)
- Kurz gefasste Lateinische Orthographie für Schulen. H. Ebeling & C. Plahn, Berlin 1871.
- Beiträge zu einer lateinischen Syntax. Bremen 1872 (Schulprogramm)
- Beiträge zur lateinischen Formenlehre. In: Programm der Hauptschule zu Bremen 1878. Digitalisat.
- Tabellarisches Verzeichnis der hauptsächlichsten lateinischen Wörter von schwankender Schreibweise nach den neuesten Ergebnissen zusammengestellt. Gotha 1882
- Eutropi Breviarium ab urbe condita. Leipzig 1884
- Festi Breviarium rerum gestarum populi Romani. Leipzig 1886
- Hauptschwierigkeiten der lateinischen Formenlehre in alphabetischer Reihenfolge zusammengestellt. Gotha 1888
- Christian Friedrich Neue: Formenlehre der lateinischen Sprache. 3., gänzlich neu bearbeitete Auflage. Vier Bände, Leipzig/Berlin 1892–1905
- Beiträge zur lateinischen Grammatik und zur Erklärung lateinischer Schriftsteller. Band 1, Gotha 1905